# Трусова, Наталья Викторовна
Наталья Викторовна Трусова (род. 30 марта 1986) — российская футболистка, защитница.

## Биография
Воспитанница кемеровского футбола, тренер — С. Ю. Прокопьев. Во взрослом футболе дебютировала в юном возрасте в составе клуба «Энергетик-КМВ» (Кисловодск), игравшего в высшей лиге. О выступлениях в следующие несколько лет сведений нет[уточнить]. В 2007 году была в составе клуба «Звезда-2005» (Пермь), команда стала чемпионом России, но спортсменка не смогла пробиться в основной состав. В 2008 году в составе «Лады» (Тольятти) стала серебряным призёром первого дивизиона. В 2009 году сыграла два матча в высшей лиге за «Рязань-ВДВ».
В 2010 году вернулась в Кемерово, где несколько сезонов выступала за «Кузбасс» в футболе и мини-футболе. Признавалась лучшей защитницей первой лиги по мини-футболу в зоне «Сибирь» (2015). Также работала тренером мини-футбольной команды КемГУ, была линейным арбитром на матчах низших лиг.